# Богомил Карлаварис
Богомил Карлаварис (Перлез, 18. септембар 1924 — Нови Сад, 8. јул 2010) био је српски сликар и професор универзитета.

## Биографија
Богомил Карлаварис брат је истакнуте научнице у области германистике, Павице Мразовић.
Завршио je Учитељску школу у Вршцу, Вишу педагошку школу у Новом Саду, а Академију ликовних уметности у Београду. Докторирао је ликовну педагогију у Немачкој. Предавао је на новосадској Вишој педагошкој школи, а по оснивању Академије уметности 1974. године прелази на ликовни одсек ове високошколске установе. Од 1980. године радио је као професор Педагошког факултета у Ријеци, у Истри.
По образовању и деловању је био ликовни уметник, али свој радни век паралелно је посветио и педагошком раду, аутор је више теоријских књига и уџбеника, учесник низа истраживачких пројеката.
Основао је Друштво ликовних педагога Војводине, а његово дело је и Центар за ликовно васпитање деце и омладине Војводине који је успешно водио од 1954. до 1980. године.
У сликарству је афирмисао специфичну и препознатљиву поетику. Њена структура привидно носи реалистички концепт, али јој је суштина у духовно-поетским слојевима ликовног израза испољеног кроз савремени сензибилитет. Предели су му виђени у руралним срединама Војводине, али има и урбаних тема, са знацима савремене цивилизације. У првој фази сликао је више лирски, сродно импресионизму и интимизму. Шездесетих година настају слике под делимичним утицајем енформела. На радовима осамдесетих још се више редукују оптички подаци и строге композиције, а затим преовладавају мотиви из Истре, да би слике из деведесетих носиле извесне поруке у духу концептуалне уметности.
Приредио је више од 60 самосталних изложби у земљи и свету, а излагао је и на бројним групним поставкама.
Добитник је награда „25. мај“, Октобарске награде Новог Сада, Искре културе, признања Заслужни ликовни педагог Југославије, као и америчке „Едвин Зигфелд“ 1993. године, за васпитање путем уметности.

## Галерија
- Богомил Карлаварис, Улица 1959. Приватно власништво. Уметничка збирка породице Поповић, Нови Сад.